# Ronit Baranga
 (avril 2025).
Pour les articles homonymes, voir Baranga.
Ronit Baranga (en hébreu רונית ברנגה), née en 1973 à Haïfa, est une sculptrice israélienne.

## Biographie

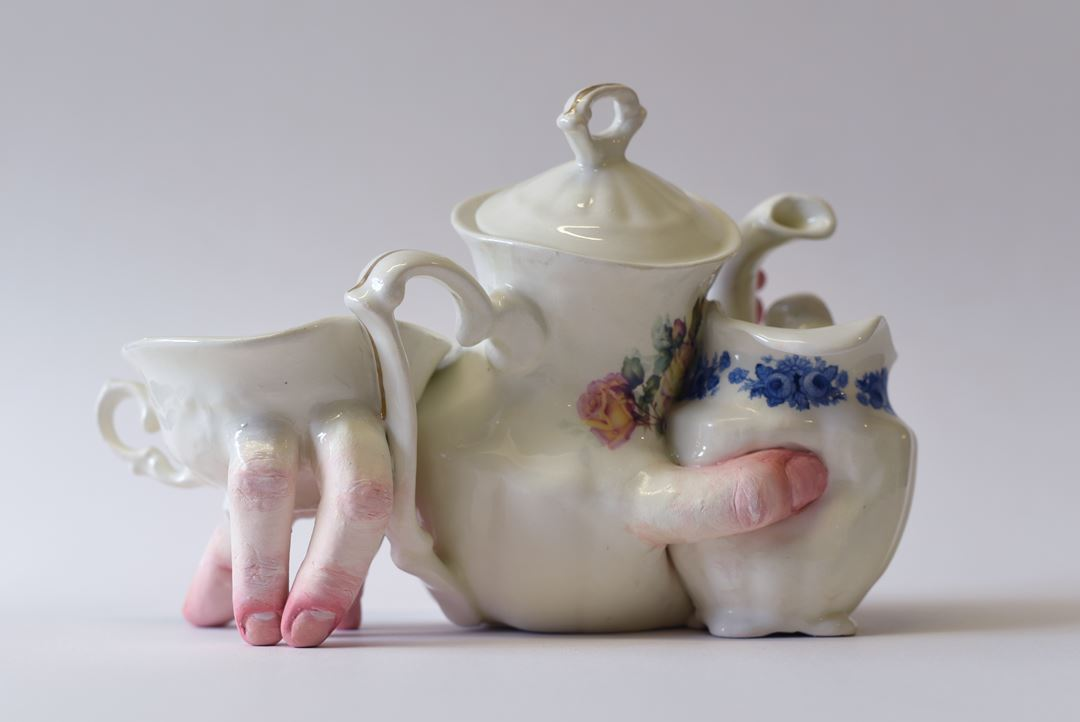
Embraced (2016).

Ronit Baranga naît en 1973 à Haïfa. Elle obtient un Bachelor of Arts en psychologie et en littérature hébraïque à l'université de Haïfa. Elle étudie ensuite l'histoire de l'art à l'université de Tel-Aviv et les arts pratiques au Beit-Berl College, l'école d'art (« HaMidrasha ») près de Kfar Saba.
Sculptrice israélienne, elle transforme des objets « en des entités, ayant des caractéristiques apparentées au corps humain ».
En 2023 elle fait partie de l'exposition de la Fondation Bernardaud à Limoges intitulée « Esprits libres. Céramique affranchie ».